# NXT No Mercy (2024)
NXT No Mercy 2024 року — шоу професійного реслінгу, організоване компанією WWE. Це був другий щорічний захід No Mercy, проведений під брендом розвитку талантів NXT і 15-й захід No Mercy загалом. Подія відбулася 1 вересня 2024 року, на арені Ball Arena в Денвері, штат Колорадо, і транслювалася через лайвстримінгові платформи WWE. У ній також взяли участь реслери з партнерського промоушену Total Nonstop Action Wrestling (TNA).

## Матчі
| №                                                    | Результати | Умови                                                                          | Час   |
| ---------------------------------------------------- | --- | ------------------------------------------------------------------------------ | ----- |
| 1                                                    | Нейтан Фрейзер й Аксіом перемогли Університет Чейза (Андре Чейз та Рідж Голланд) (c) (з Дюком Гадсоном, Райлі Осборном та Теєю Хейл) утриманням опонента. | Командний матч за Командне чемпіонство NXT                                     | 13:33 |
| 2                                                    | Закарі Венц переміг Веса Лі утриманням опонента. | Одиночний матч                                                                 | 13:37 |
| 3                                                    | Келані Джордан (c) перемогла Венді Чу утриманням опонентки.                                                                                               | Одиночний матч за Чемпіонство Північної Америки NXT серед жінок                | 13:19 |
| 4                                                    | Оба Фемі (c) переміг Тоні Д'Анджело (з Адріаною Ріццо, Ченнінгом «Стаксом» Лоренцо й Лукою Крузіфіно) утриманням опонента.                                | Одиночний матч за Чемпіонство Північної Америки NXT                            | 13:47 |
| 5                                                    | Роксанн Перес (c) перемогла Джайду Паркер утриманням опонентки.                                                                                           | Одиночний матч за Чемпіонство NXT серед жінок                                  | 14:50 |
| 6                                                    | Ітан Пейдж (c) переміг Джо Гендрі утриманням опонента. | Одиночний матч за Чемпіонство NXT Трік Вільямс - спеціально запрошений рефері. | 15:08 |
| \| (c) \| – чемпіон(-и) на момент старту поєдинку \| | |                                                                                |       |
| (c)                                                  | – чемпіон(-и) на момент старту поєдинку |                                                                                |       |